# Mongane Wally Serote

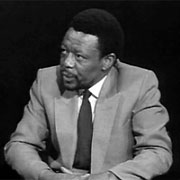
Mongane Wally Serote

Mongane Wally Serote (* 1944 in Sophiatown, Johannesburg) ist ein südafrikanischer Schriftsteller.

## Leben
Er war von 1974 bis 1979 in den USA, wo er an der Columbia University studierte. Nach einer kurzen Rückkehr nach Südafrika begab er sich freiwillig ins Exil nach Botswana, wo er für den ANC tätig wurde. 1980 erhielt er den Preis als bester südafrikanischer Schriftsteller, 1983–1986 war er Vorsitzender des Department of Arts and Culture (deutsch etwa: Kulturabteilung) des ANC.
1986–1990 war er Kulturattaché des ANC für das Vereinigte Königreich und Europa, ehe er nach insgesamt 17 Jahren Exil nach Südafrika zurückkehrte.
1993 erhielt er für Third World Express den Noma-Preis für afrikanische Literatur. 2007 wurde er mit dem Order of Ikhamanga in Silber ausgezeichnet.

## Werke

### Gedichte
- Yakhal’inkomo (1972)
- Tsetlo (1974)
- No Baby Must Weep (1975)
- Behold Mama, Flowers (1978)
- The Night Keeps Winking (1982)
- A Tough Tale (1987)
- Third World Express (1992)
- Come and Hope With Me (1994)
- Freedom Lament and Song (1997)

### Romane
- To Every Birth its Blood (1981)
- Gods of Our Time (1999)

### Essays
- On the Horizon (1990)